# Torneo del Bicentenario
La Coppa del Bicentenario degli Stati Uniti (in inglese The American Bicentennial Soccer Cup), anche detta Torneo del Bicentenario, fu un torneo internazionale di calcio tenutosi negli Stati Uniti dal 23 al 31 maggio 1976; fu organizzato dalla USSF in occasione delle celebrazioni dei 200 anni della dichiarazione d'indipendenza del 1776.

## Storia
Strutturato a inviti, il torneo vide ai nastri di partenza le nazionali di Inghilterra e Italia (che avevano mancato la qualificazione alla fase finale del quinto campionato d’Europa), Brasile e una selezione chiamata Team America che la federazione statunitense scelse in sua rappresentanza al posto della nazionale maggiore, la quale non va intesa come una nazionale vera e propria ma come una selezione di lega: ad essa infatti ebbero accesso tutti i calciatori militanti nella NASL (all'epoca prima divisione del campionato nordamericano) a prescindere dalla loro nazionalità, per tanto oltre a statunitensi come Werner Roth vennero convocati anche stranieri di richiamo come Giorgio Chinaglia, Bobby Moore e Pelé; per questa ragione le federazioni brasiliana ed inglese non considerano ufficiale il match disputato contro il Team America, la federazione italiana invece lo considera ufficiale e considera avversario la nazionale maggiore statunitense.
La formula del torneo fu quella del girone all'italiana, in cui ogni squadra incontra le altre tre.
Il torneo aveva lo scopo di promuovere il calcio negli Stati Uniti, in un periodo in cui molti calciatori internazionali di rilievo giocavano gli ultimi scampoli di carriera in quel Paese.
L'affluenza media fu di poco meno di 30 000 spettatori per gara, con punte di 40 000 circa per Inghilterra - Italia a New York, ma non vi fu il risultato d'immagine sperato: si dovettero attendere altri 20 anni prima che negli Stati Uniti si ricominciasse a parlare di calcio in maniera più sistematica, quando vi fu l'emersione di una generazione di calciatori locali — e non più d'importazione — capaci di costituire anche un buon team nazionale.

## Risultati
| Arbitro: | Weyland |

|                      |           |  |
| Roberto Dinamite 89’ | Marcatori |  |

| Arbitro: | Hungerbühler |

|  |           |                                                      |
|  | Marcatori | 15’ Capello 22’ (rig.) Pulici 72’ Graziani 84’ Rocca |

| Arbitro: | Weyland |

|                               |           |                   |
| Channon 47’, 51’ Thompson 48’ | Marcatori | 15’, 18’ Graziani |

| Arbitro: | Barreto |

|  |           |              |
|  | Marcatori | 29’, 89’ Gil |

| Arbitro: | Hungerbühler |

|              |           |                             |
| Scullion 87’ | Marcatori | 22’, 28’ Keegan 53’ Francis |

| Arbitro: | Barreto |

|                                            |           |            |
| Gil 29’, 52’ Zico 73’ Roberto Dinamite 75’ | Marcatori | 2’ Capello |

### Classifica
| Pos. | Squadra      | Pt | G | V | N | P | GF | GS | DR |
| ---- | ------------ | -- | - | - | - | - | -- | -- | -- |
| 1.   | Brasile      | 6  | 3 | 3 | 0 | 0 | 7  | 1  | +6 |
| 2.   | Inghilterra  | 4  | 3 | 2 | 0 | 1 | 6  | 4  | +2 |
| 3.   | Italia       | 2  | 3 | 1 | 0 | 2 | 7  | 7  | 0  |
| 4.   | Team America | 0  | 3 | 0 | 0 | 3 | 1  | 9  | -8 |

### Classifica marcatori
| Gol | Rigori |  | Giocatore          | Squadra      |
| --- | ------ |  | ------------------ | ------------ |
| 4   |        |  | Gil                | Brasile      |
| 3   |        |  | Francesco Graziani | Italia       |
| 2   |        |  | Roberto Dinamite   | Brasile      |
| 2   |        |  | Mick Channon       | Inghilterra  |
| 2   |        |  | Kevin Keegan       | Inghilterra  |
| 2   |        |  | Fabio Capello      | Italia       |
| 1   |        |  | Zico               | Brasile      |
| 1   |        |  | Gerry Francis      | Inghilterra  |
| 1   |        |  | Phil Thompson      | Inghilterra  |
| 1   | 1      |  | Paolo Pulici       | Italia       |
| 1   |        |  | Francesco Rocca    | Italia       |
| 1   |        |  | Stewart Scullion   | Team America |

## Convocazioni
L'età dei calciatori è relativa al 23 maggio 1976, data di inizio della manifestazione.

### Brasile
Allenatore:  Osvaldo Brandão
| N. | Pos. | Giocatore            | Data nascita (età)          | Pres. | Squadra          |
| -- | ---- | -------------------- | --------------------------- | ----- | ---------------- |
|    | P    | Émerson Leão         | 11 luglio 1949 (26 anni)    |       | Palmeiras        |
|    | P    | Jairo                | 23 ottobre 1946 (29 anni)   |       | Coritiba         |
|    | P    | Valdir Peres         | 2 gennaio 1951 (25 anni)    |       | San Paolo        |
|    | D    | Amaral               | 25 dicembre 1954 (21 anni)  |       | Guarani          |
|    | D    | Beto Fuscão          | 13 aprile 1950 (26 anni)    |       | Grêmio           |
|    | D    | Getúlio              | 25 febbraio 1954 (22 anni)  |       | Atlético Mineiro |
|    | D    | Marco Antônio        | 6 febbraio 1951 (25 anni)   |       | Vasco da Gama    |
|    | D    | Marinho Chagas       | 8 febbraio 1952 (24 anni)   |       | Botafogo         |
|    | D    | Miguel               | 20 settembre 1949 (26 anni) |       | Fluminense       |
|    | D    | Orlando Pereira      | 22 gennaio 1949 (27 anni)   |       | America-RJ       |
|    | D    | Toninho              | 7 giugno 1948 (27 anni)     |       | Flamengo         |
|    | C    | Chicão               | 30 gennaio 1949 (27 anni)   |       | San Paolo        |
|    | C    | Paulo Roberto Falcão | 16 ottobre 1953 (22 anni)   |       | Internacional    |
|    | C    | Geraldo              | 16 aprile 1954 (22 anni)    |       | Flamengo         |
|    | C    | Gil                  | 24 dicembre 1950 (25 anni)  |       | Fluminense       |
|    | C    | Givanildo Oliveira   | 8 agosto 1948 (27 anni)     |       | Santa Cruz       |
|    | C    | Rivelino             | 1º gennaio 1946 (30 anni)   |       | Fluminense       |
|    | C    | Zico                 | 3 marzo 1953 (23 anni)      |       | Flamengo         |
|    | A    | Enéas                | 18 marzo 1954 (22 anni)     |       | Portuguesa       |
|    | A    | Flecha               | 31 dicembre 1946 (29 anni)  |       | Guarani          |
|    | A    | Lula                 | 16 novembre 1946 (29 anni)  |       | Internacional    |
|    | A    | Neca                 | 15 aprile 1950 (26 anni)    |       | Grêmio           |
|    | A    | Roberto Dinamite     | 13 aprile 1954 (22 anni)    |       | Vasco da Gama    |

### Inghilterra
Allenatore:  Don Revie
| N. | Pos. | Giocatore         | Data nascita (età)          | Pres. | Squadra         |
| -- | ---- | ----------------- | --------------------------- | ----- | --------------- |
|    | P    | Ray Clemence      | 5 agosto 1948 (27 anni)     |       | Liverpool       |
|    | P    | Joe Corrigan      | 18 novembre 1948 (27 anni)  |       | Manchester City |
|    | P    | Phil Parkes       | 8 agosto 1950 (25 anni)     |       | QPR             |
|    | P    | Jimmy Rimmer      | 10 febbraio 1948 (28 anni)  |       | Arsenal         |
|    | D    | Kevin Beattie     | 18 dicembre 1953 (22 anni)  |       | Ipswich Town    |
|    | D    | Trevor Cherry     | 23 febbraio 1948 (28 anni)  |       | Leeds Utd       |
|    | D    | Dave Clement      | 2 febbraio 1948 (28 anni)   |       | QPR             |
|    | D    | Roy McFarland     | 4 maggio 1948 (28 anni)     |       | Derby County    |
|    | D    | Mick Mills        | 4 gennaio 1949 (27 anni)    |       | Ipswich Town    |
|    | D    | Phil Neal         | 20 febbraio 1951 (25 anni)  |       | Liverpool       |
|    | D    | Phil Thompson     | 21 gennaio 1954 (22 anni)   |       | Liverpool       |
|    | D    | Colin Todd        | 12 dicembre 1948 (27 anni)  |       | Derby County    |
|    | C    | Trevor Brooking   | 2 ottobre 1948 (27 anni)    |       | West Ham Utd    |
|    | C    | Mike Doyle        | 25 novembre 1946 (29 anni)  |       | Manchester City |
|    | C    | Gerry Francis     | 6 dicembre 1951 (24 anni)   |       | QPR             |
|    | C    | Brian Greenhoff   | 28 aprile 1953 (23 anni)    |       | Manchester Utd  |
|    | C    | Ray Kennedy       | 28 luglio 1951 (24 anni)    |       | Liverpool       |
|    | C    | Tony Towers       | 13 aprile 1952 (24 anni)    |       | Sunderland      |
|    | C    | Ray Wilkins       | 14 settembre 1956 (19 anni) |       | Chelsea         |
|    | A    | Mick Channon      | 28 novembre 1948 (27 anni)  |       | Southampton     |
|    | A    | Charlie George    | 10 ottobre 1950 (25 anni)   |       | Derby County    |
|    | A    | Gordon Hill       | 1º aprile 1954 (22 anni)    |       | Manchester Utd  |
|    | A    | Kevin Keegan      | 14 maggio 1951 (25 anni)    |       | Liverpool       |
|    | A    | Stuart Pearson    | 21 giugno 1949 (26 anni)    |       | Manchester Utd  |
|    | A    | Joe Royle         | 8 aprile 1949 (27 anni)     |       | Manchester City |
|    | A    | Peter John Taylor | 3 gennaio 1953 (23 anni)    |       | Crystal Palace  |

### Italia
Allenatore:  Enzo Bearzot –  Fulvio Bernardini
| N. | Pos. | Giocatore           | Data nascita (età)          | Pres. | Squadra    |
| -- | ---- | ------------------- | --------------------------- | ----- | ---------- |
|    | P    | Luciano Castellini  | 12 dicembre 1945 (30 anni)  |       | Torino     |
|    | P    | Paolo Conti         | 1º aprile 1950 (26 anni)    |       | Roma       |
|    | P    | Dino Zoff           | 28 febbraio 1942 (34 anni)  |       | Juventus   |
|    | D    | Mauro Bellugi       | 7 febbraio 1950 (26 anni)   |       | Bologna    |
|    | D    | Giacinto Facchetti  | 18 luglio 1942 (33 anni)    |       | Inter      |
|    | D    | Claudio Gentile     | 27 settembre 1953 (22 anni) |       | Juventus   |
|    | D    | Aldo Maldera        | 14 ottobre 1953 (22 anni)   |       | Milan      |
|    | D    | Roberto Mozzini     | 22 ottobre 1951 (24 anni)   |       | Torino     |
|    | D    | Francesco Rocca     | 2 agosto 1954 (21 anni)     |       | Roma       |
|    | D    | Moreno Roggi        | 24 marzo 1954 (22 anni)     |       | Fiorentina |
|    | D    | Marco Tardelli      | 24 settembre 1954 (21 anni) |       | Juventus   |
|    | C    | Giancarlo Antognoni | 1º aprile 1954 (22 anni)    |       | Fiorentina |
|    | C    | Romeo Benetti       | 20 ottobre 1945 (30 anni)   |       | Milan      |
|    | C    | Fabio Capello       | 18 giugno 1946 (29 anni)    |       | Juventus   |
|    | C    | Franco Causio       | 1º febbraio 1949 (27 anni)  |       | Juventus   |
|    | C    | Eraldo Pecci        | 12 aprile 1955 (21 anni)    |       | Torino     |
|    | C    | Claudio Sala        | 8 settembre 1947 (28 anni)  |       | Torino     |
|    | C    | Patrizio Sala       | 16 giugno 1955 (20 anni)    |       | Torino     |
|    | C    | Renato Zaccarelli   | 18 gennaio 1951 (25 anni)   |       | Torino     |
|    | A    | Roberto Bettega     | 27 dicembre 1950 (25 anni)  |       | Juventus   |
|    | A    | Francesco Graziani  | 16 dicembre 1952 (23 anni)  |       | Torino     |
|    | A    | Paolo Pulici        | 27 aprile 1950 (26 anni)    |       | Torino     |
|    | A    | Giuseppe Savoldi    | 21 gennaio 1947 (29 anni)   |       | Napoli     |

### Team America
Allenatore:  Ken Furphy
| N. | Pos. | Giocatore         | Data nascita (età)          | Pres. | Squadra                |
| -- | ---- | ----------------- | --------------------------- | ----- | ---------------------- |
|    | P    | Eric Martin       | 31 marzo 1946 (30 anni)     |       | Washington Diplomats   |
|    | P    | Arnie Mausser     | 28 febbraio 1954 (22 anni)  |       | T.B. Rowdies           |
|    | P    | Bob Rigby         | 3 luglio 1951 (24 anni)     |       | N.Y. Cosmos            |
|    | D    | Peter Chandler    | 19 marzo 1953 (23 anni)     |       | Hartford Bicentennials |
|    | D    | Keith Eddy        | 23 ottobre 1944 (31 anni)   |       | N.Y. Cosmos            |
|    | D    | Mike England      | 2 dicembre 1941 (34 anni)   |       | Seattle Sounders       |
|    | D    | Stewart Jump      | 27 gennaio 1952 (24 anni)   |       | T.B. Rowdies           |
|    | D    | Bob McNab         | 20 luglio 1943 (32 anni)    |       | S.A. Thunder           |
|    | D    | Bobby Moore       | 12 aprile 1941 (35 anni)    |       | S.A. Thunder           |
|    | D    | Bobby Smith       | 29 marzo 1951 (25 anni)     |       | N.Y. Cosmos            |
|    | C    | Dave Clements     | 15 settembre 1945 (30 anni) |       | N.Y. Cosmos            |
|    | C    | John Pedro        | 2 gennaio 1951 (25 anni)    |       | Rochester Lancers      |
|    | C    | Hank Liotart      | 15 novembre 1943 (32 anni)  |       | Seattle Sounders       |
|    | C    | Ramón Mifflin     | 5 aprile 1947 (29 anni)     |       | N.Y. Cosmos            |
|    | C    | Stewart Scullion  | 18 aprile 1946 (30 anni)    |       | T.B. Rowdies           |
|    | C    | Alex Skotarek     | 2 aprile 1949 (27 anni)     |       | Chicago Sting          |
|    | C    | Tommy Smith       | 5 aprile 1945 (31 anni)     |       | T.B. Rowdies           |
|    | C    | Julie Veee        | 22 febbraio 1950 (26 anni)  |       | S.J. Earthquakes       |
|    | A    | Steve David       | 11 marzo 1951 (25 anni)     |       | Miami Toros            |
|    | A    | Giorgio Chinaglia | 24 gennaio 1947 (29 anni)   |       | N.Y. Cosmos            |
|    | A    | John Kowalik      | 26 marzo 1944 (32 anni)     |       | Chicago Sting          |
|    | A    | Pelé              | 23 ottobre 1940 (35 anni)   |       | N.Y. Cosmos            |